# Chlorophorus ogasawarensis
Chlorophorus ogasawarensis là một loài bọ cánh cứng trong họ Cerambycidae.